# Bunkie (Luisiana)
Bunkie es una ciudad ubicada en la parroquia de Avoyelles en el estado estadounidense de Luisiana. En el Censo de 2010 tenía una población de 4171 habitantes y una densidad poblacional de 598,23 personas por km².

## Geografía
Bunkie se encuentra ubicada en las coordenadas 30°57′19″N 92°11′10″O / 30.95528, -92.18611. Según la Oficina del Censo de los Estados Unidos, Bunkie tiene una superficie total de 6.97 km², de la cual 6.93 km² corresponden a tierra firme y (0.56%) 0.04 km² es agua.

## Demografía
Según el censo de 2010, había 4171 personas residiendo en Bunkie. La densidad de población era de 598,23 hab./km². De los 4171 habitantes, Bunkie estaba compuesto por el 40.11% blancos, el 57.18% eran afroamericanos, el 0.58% eran amerindios, el 0.5% eran asiáticos, el 0% eran isleños del Pacífico, el 0.53% eran de otras razas y el 1.1% pertenecían a dos o más razas. Del total de la población el 2.01% eran hispanos o latinos de cualquier raza.